# Bill Drummond
William E. Drummond (Bill Drummond), född 29 april 1953 i Butterworth i Östra Kapprovinsen, Sydafrika, är en brittisk musiker. Han har skotska föräldrar. Tillsammans med Jimmy Cauty var han medlem och frontfigur i brittiska musikgruppen The KLF där han stundtals uppträdde under namnet King Boy D.
2007 var Bill Drummond i Sverige och gick då med på att intervjuas för tidningen Galago nr 88.